# El encuentro (álbum de Mijares)
El Encuentro es el primer álbum en vivo realizado por el cantante mexicano Mijares. Este álbum fue lanzado al mercado el 21 de noviembre de 1995; este álbum fue producido por el maestro Óscar López. Es una colección de canciones en vivo de sus hits de los años 80 y 90 mezclado con nuevas propuestas. El álbum es una grabación de un concierto acústico en vivo realizado en los estudios de 'Televisa San Ángel', en la Ciudad de México, el día 9 de agosto; en respuesta a las diferentes propuestas de conciertos acústicos o unplugged que se habían venido lanzando a finales de los años 90.

## Historia
En realidad el concierto fue grabado como un programa para la televisión mexicana, cuándo Televisa proponía hacer algunos programas denominados "Akustic" imitando el concepto de MTV Unplugged. Para este concierto el cantante es acompañado por algunos invitados especiales en tres de sus temas: Lucero, Barrio Boyzz y Patricia Sosa con la cual interpreta la versión en español de la canción italiana "Ti lascerò" que fue originalmente grabada por Anna Oxa y Fausto Leali. 
El álbum contiene 2 temas inéditos: "Mi única droga eres tú" y "El corazón sigue aferrado".

## Temas
| El encuentro |                                                                                          |          |  |
| N.º          | Título                                                                                   | Duración |  |
| 1.           | «Volverás»                                                                               |          |  |
| 2.           | «No se murió el amor»                                                                    |          |  |
| 3.           | «Tan solo»                                                                               |          |  |
| 4.           | «Mi única droga eres tú»                                                                 |          |  |
| 5.           | «Medley (Para amarnos más / Me acordare de ti / Qué nada nos separe / Para amarnos más)» |          |  |
| 6.           | «Tarde o temprano (con Barrio Boyzz)»                                                    |          |  |
| 7.           | «Palabras de mujer/ Perfidia»                                                            |          |  |
| 8.           | «El corazón sigue aferrado»                                                              |          |  |
| 9.           | «El breve espacio»                                                                       |          |  |
| 10.          | «Te dejaré (Ti lascero) (con Patricia Sosa)»                                             |          |  |
| 11.          | «Corazón salvaje»                                                                        |          |  |
| 12.          | «Soldado del amor»                                                                       |          |  |
| 13.          | «Cuatro veces amor (con Lucero)»                                                         |          |  |
| 14.          | «Bella»                                                                                  |          |  |
| 15.          | «No hace falta»                                                                          |          |  |
| 16.          | «Uno entre mil»                                                                          |          |  |
| 17.          | «Medley 2 (Bonita / A pedir su mano / Pará nené pará / Bonita)»                          |          |  |

## Sencillos
- Cuatro veces amor
- Tarde o temprano
- Tan solo

### Posicionamientos
| #  | Título              | México | Estados Unidos Billboard Airplay | El Salvador | Costa Rica | Panamá | Guatemala | Chile | Nicaragua |
| -- | ------------------- | ------ | -------------------------------- | ----------- | ---------- | ------ | --------- | ----- | --------- |
| 1. | "Cuatro veces amor" | #1     | #5                               | #1          | #6         | #1     | #1        | #1    | #1        |

## Créditos
| - Lucero - Barrio Boyzz - Patricia Sosa - Amaury López - Doris Eugenio - Armando Espinoza - Sammy Figueroa - Graham Hawthorne - Kevin Reed - Ira Siegel - Bobby Martinez (Saxófono) - Isidro Martínez (Trompeta) | - Didi Gutman (Órgano) - Amaury Lopez Masters: - Don Grossinger Mezclas - David Dachinger Gráficos: - Adolfo Pérez Butro (Fotografía) - Luis Miguel Menendez (Fotografía) - Jose Luis Mijares (Diseño Gráfico, Ilustraciones) Productor ejecutivo: - Mario Ruiz |